# Ливанова, Тамара Николаевна
Тама́ра Никола́евна Лива́нова (в замужестве Фе́рман, в публикациях Ливанова-Ферман; 5 (18) апреля 1909, Кишинёв, Бессарабская губерния — 4 апреля 1986, Москва) — советский  музыковед
, профессор Института им. Гнесиных. Доктор искусствоведения.

## Биография
В 1932 году окончила теоретико-композиторский факультет Московской консерватории (педагог М. В. Иванов-Борецкий), в 1940 году — аспирантуру при консерватории. В 1940 году защитила докторскую диссертацию.
Место работы: 1933—1946, 1948—1954 — преподаватель Московской государственной консерватории имени П. И. Чайковского (с 1939 профессор); в 1944—1948 годах также работала в Институте им. Гнесиных (профессор); с 1945 года научный сотрудник Института истории искусств АН СССР.
В 1948—1954 годах была членом Комитета по Сталинским премиям.
Область научных интересов: русская и западноевропейская музыка XVII—XIX веков, русские композиторы.
Скончалась в 1986 году в Москве. Похоронена на Ваганьковском кладбище.

## Семья
Отец — Николай Васильевич Ливанов, начальник 3-го отделения Кишинёвской казённой палаты, титулярный советник.
Муж — музыковед Валентин Эдуардович Ферман (1896—1948).

## Награды
- орден «Знак Почёта» (28.12.1946)

## Основные работы
Книги
- «Музыкальная классика XVIII века». М.; Л., 1939;
- «История западноевропейской музыки до 1789 г.». М.; Л., 1940 (2-е изд. в 2 тт.: «От Античности к XVIII веку», «От Баха к Моцарту», 1982—1983; 3-е изд. 1986—1987);
- История русской музыки. Т. 1. — М.: Госмузиздат, 1940. — 456 с. (в соавт. с М. Пекелисом и Т. Поповой);
- «Музыкальная драматургия Баха и её исторические связи» (чч. 1-2, 1948—1980);
- «Критическая деятельность русских композиторов классиков». М.; Л., 1950;
- «Русская музыкальная культура XVIII века в её связях с литературой, театром и бытом. Исследования и материалы». В 2 т. М., 1952—1953;
- Н. Я. Мясковский. Творческий путь. М., 1953;
- «Глинка. Творческий путь». В 2 т. М., 1955 (в соавт. с В. В. Протопоповым);
- Moцарт и русская музыкальная культура. М., 1956 (2-е изд. 2019);
- «Стасов и русская классическая опера». М., 1957;
- Музыка в произведениях М. Горького. Опыт исследования. М.: Изд-во АН СССР, 1957. — 339 с.
- «Музыкальная библиография русской периодической печати XIX века». Вып. 1-6. М.: Советский композитор, 1960—1979 (вып. 5 совм. с О. А. Виноградовой);
- Оперная критика в России. М., 1966. Т. 1. Вып. 1 (совм. с В. В. Протопоповым). М., 1967—1969. Т. 1. Вып. 2. Т. 2. Вып. 3;
- Западноевропейская музыка XVII—XVIII вв. в ряду искусств. М., 1977.
- Из истории музыки и музыкознания за рубежом. М.: Музыка, 1981. — 238 с.

Составитель и редактор
- «М. В. Иванов-Борецкий. Статьи и исследования…» (1972);
- «Из прошлого советской музыкальной культуры» (вып. [1]-3, 1975—1982);
- «Русская книга о Бахе» (1985)